# Distribució de Gompertz desplaçada
La distribució de Gompertz desplaçada és la distribució de la més gran de dues variables aleatòries independents, una de les quals té una distribució exponencial amb paràmetre {\displaystyle b} i l'altre té una distribució Gumbel amb paràmetres {\displaystyle \eta } i {\displaystyle b}. En la seva formulació original, la distribució s'expressava fent referència a la distribució de Gompertz en comptes de la distribució de Gumbel, però, com que la distribució de Gompertz és una distribució de Gumbel revertida, l'etiquetatge es pot considerar exacte. S'ha utilitzat com a model d'adopció d'innovacions. Va ser proposat per Bemmaor (1994). Algunes de les seves propietats estadístiques han estat estudiades més a fons per Jiménez i Jodrá (2009) i Jiménez Torres (2014).

## Especificació

### Funció de densitat de probabilitat
La funció de densitat de probabilitat de la distribució de Gompertz desplaçada és: {\displaystyle f(x;b,\eta )=be^{-bx}e^{-\eta e^{-bx}}\left[1+\eta \left(1-e^{-bx}\right)\right]{\text{ per }}x\geq 0.\,}
on {\displaystyle b\geq 0} és un paràmetre d'escala i {\displaystyle \eta \geq 0} és un paràmetre de forma. En el context de la difusió de les innovacions, {\displaystyle b} es pot interpretar com l'atractiu global de la innovació i {\displaystyle \eta } és la propensió a adoptar en el paradigma de la propensió a adoptar. Com més gran {\displaystyle b} és a dir, com més fort és l'atractiu i més gran {\displaystyle \eta } és a dir, menor és la propensió a adoptar.

### Funció de distribució acumulada
La funció de distribució acumulada de la distribució de Gompertz desplaçada és:
{\displaystyle F(x;b,\eta )=\left(1-e^{-bx}\right)e^{-\eta e^{-bx}}{\text{ per }}x\geq 0.\,}